# Szajano-susenszkojei vízerőmű
A Szajano-Susenszkojei-vízerőmű (oroszul Сая́но-Шу́шенская гидроэлектроста́нция [Szajano-Susenszkaja gidroelektrosztancija], rövidítve Szajano-Susenszkaja GESZ) Oroszország ázsiai részén, Szibériában, a Jenyiszejen kialakított vízerőmű-rendszer utolsó tagja, Oroszország legnagyobb teljesítményű vízerőműve. Itt történt 2009-ben az ország vízerőművei történetének legnagyobb balesete.

## Elhelyezkedése
A vízerőmű a Jenyiszej felső szakaszán, a Krasznojarszki-vízerőműtől kb. 320 km-re délre, a Krasznojarszki határterület és Hakaszföld határán, Cserjomuski település mellett helyezkedik el. Innen 32-km-re északra fekszik Szajanogorszk város, melyet a vízlépcső építői számára hoztak létre több település összevonásával. 
A Jenyiszej a Nyugati-Szaján hegyei között nagy esésű, zuhatagos, kanyonszerű völgyben folyik. Ennek a kb. 280 km hosszú „szajáni folyosó”-nak az utolsó szakaszán alakították ki a hatalmas vízerőművet. A Jenyiszejen 20 km-rel lejjebb, Majna településnél egy jóval kisebb vízerőmű is épült. A 321 MW-os Majnai vízerőműnek és víztározójának a vízszint szabályozásában van fontos szerepe.

## Ismertetése

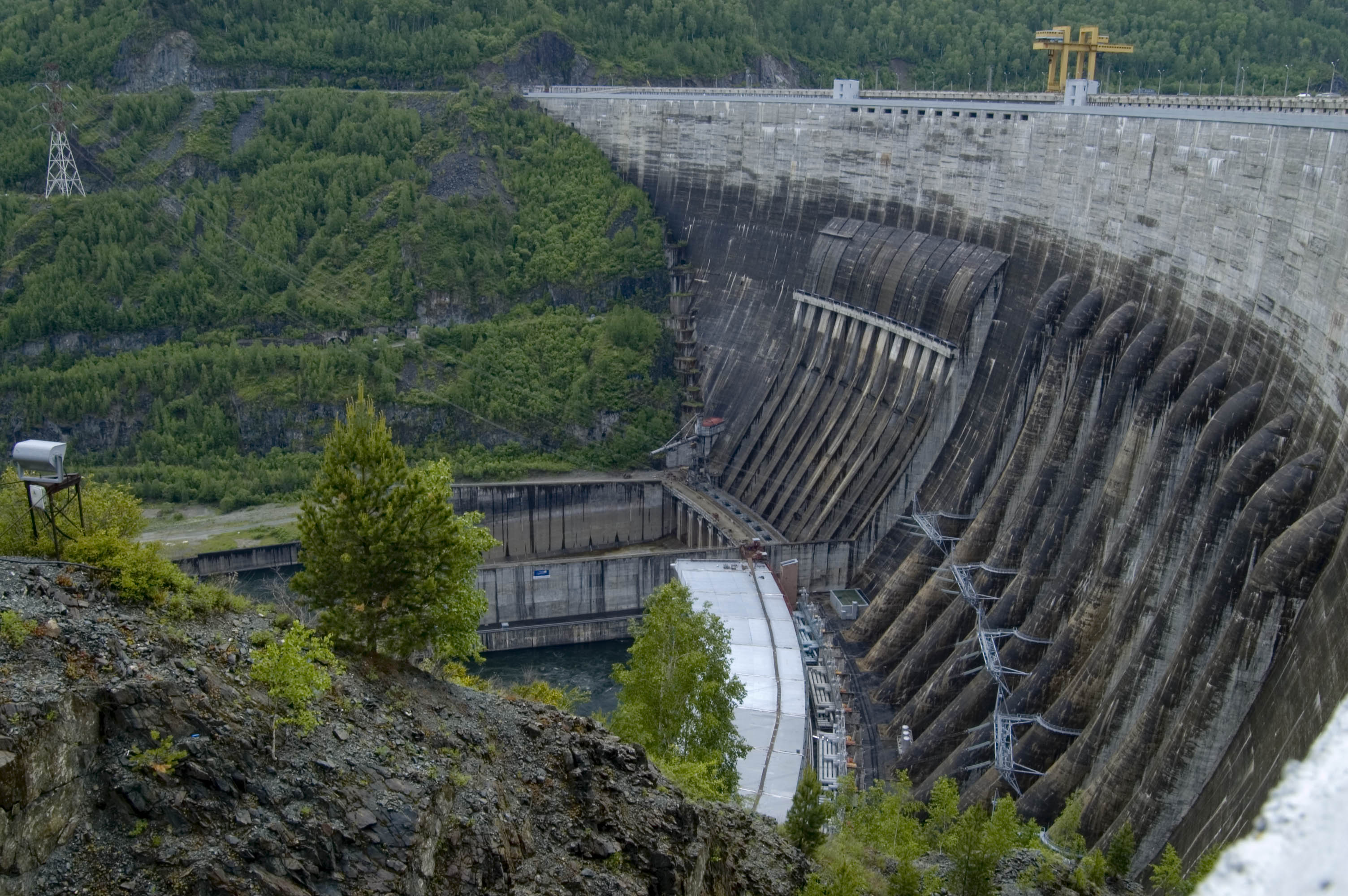
A Szajano-Susenszkojei-vízerőmű

Az építkezés 1963-ban kezdődött. Az első egység 1978 végén kezdte meg a villamosenergia termelést, az utolsó egységet 1985-ben helyezték üzembe. A létesítmény elkészültekor számos hiányosságot állapítottak meg, és a hivatalos átadás-átvétel csak több mint 20 év eredményes működés után, 2000-ben történt meg. 
10 darab 640 MW-os generátorával a 6400 MW összteljesítményű erőmű átlag 23,5 milliárd kWh villamosenergiát képes termelni évente. Turbinái és aggregátorai egyaránt leningrádi gyárakban készültek. A megtermelt energia legnagyobb felhasználói a szajáni iparvidék nagy alumíniumkohói és nehézgépgyárai.

### A duzzasztógát
A vízerőmű gátjának hossza 1074 m, magassága 242 m; szélessége a gát talpánál 105,7 m, a tetején 25 m. Ez Oroszország legmagasabb duzzasztógátja, mely a Jenyiszej vizét 320 km hosszan duzzasztja vissza. Az így kialakított Szajano-Susenszkojei-víztározó mintegy 621 km² területű és max. 31,3 km³ vízmennyiség befogadására képes.

## A baleset
2009. augusztus 17-én baleset történt a vízerőműben. A 2. számú generátor szétroncsolódott és a többi is megsérült vagy meghibásodott. A géptermet elöntötte a bezúduló víz, az erőmű működését leállították. Maga a gát építménye sértetlen maradt. A balesetben 75 személy meghalt, többen megsérültek. A helyreállítási munkák után a termelést újraindították, de kevesebb generátorral. 2011-2014 között az összes generátort újjal pótolták, illetve újra cserélték.

## Fordítás
Ez a szócikk részben vagy egészben  a(z)   Саяно-Шушенская ГЭС című orosz Wikipédia-szócikk ezen változatának fordításán alapul.  Az eredeti cikk szerkesztőit annak laptörténete sorolja fel. Ez a jelzés csupán a megfogalmazás eredetét és a szerzői jogokat jelzi, nem szolgál a cikkben szereplő információk forrásmegjelöléseként.